# Alexandra Avena
Alexandra Avena (1º novembre 1985) è una schermitrice messicana, specializzata nella spada.

## Palmarès
In carriera ha conseguito i seguenti risultati:
- Giochi panamericani

Guadalajara 2011: bronzo nella spada a squadre.